# Биомиметика
Биомиметиката (от bios – живот, и mimesis – имитирам), наричана и биомимикрия, е наука, която се занимава с адаптирането на съществуващи в природата форми, чрез съвременни технологии към нуждите на човешкото общество. Понятието е въведено от американската еколожка Джанин Бенюс (Janine M. Benyus).
Биомиметиката е тясно свързана с биониката - заимстването от природата, с цел постигане и подобряване на инженерни решения. Друг дял от познанието, в което е приложима е инженерната екология - науката за подобряването на опазването и съобразеното с екологичните норми използване на природната среда, чрез подходящо строителство.

## Биомиметиката/биомимикрията, според Дж. М. Бенюс
През 1997 г. в книгата си Biomimicry: Innovation Inspired by Nature Бенюс прави въведение в биомиметиката, представя примери и обяснява важността на новата научна дисциплина. 
Тя пише: „Нашите приятели на планетата (растения, животни и микроби) търпеливо са усъвършенствали методите си в продължение на 3,8 милиарда години... превръщайки скали и морета в удобни за живот домове. Какви по-добри модели може да има?“
В книгата си авторката изброява много примери за хора, които изучават различни успешни механизми на природата, като фотосинтеза, естествен отбор и поддържащи се екосистеми. След това тя обяснява как тези изследователи използват вдъхновението, което намират в природата, за да възпроизведат „гения на живота“ с цел подобряване на производството, създаване на нови лекарства, промяна на начините за добив на храна, овладяване на енергии.

## Проектът TERMES
TERMES (Termite Emulation of Regulatory Mound Environments by Simulation) е пример за конкретен опит да се уподоби природата за повишаване благосъстоянието на човешка група.
Проектът цели да се усвои способността на термитите да поддържат на практика постоянна температура и влажност на въздуха в своите термитници в Африка, на фона на големите температурни амплитуди, вън от тях - от 3°C през нощта до 42°C през деня. Сканира се мравуняк на термити, създават се 3D изображения на структурата му и се оформя стратегия, която може да промени изцяло начина, по който се строят домовете, приложена в уреждането на центъра Eastgate, средно голям офис-център в Хараре, столицата на Зимбабве, който поддържа хлад без климатици и използва едва 10% от енергията, необходима за офис-сграда с неговите размери.